# Josh Booty
Joshua Gibson Booty (Starkville, 29 aprile 1975) è un ex giocatore di football americano e giocatore di baseball statunitense che ha militato nel ruolo di quarterback nella National Football League (NFL) e in quello di terza base nella Major League Baseball (MLB).

## Carriera nel football
Al college Booty giocò a football a LSU. Fu scelto nel corso del sesto giro (172º assoluto) del Draft NFL 2001 dai Seattle Seahawks. Fu presto svincolato e passò tre stagioni nel roster dei Cleveland Browns come terzo quarterback nelle gerarchie della squadra, senza mai scendere in campo. Tentò un ritorno nel 2007 con gli Oakland Raiders ma non vi disputò alcuna partita